# Jan van Haasteren
Jan van Haasteren, född den 24 februari 1936 i Schiedam, är en nederländsk skämttecknare och serietecknare, som är känd för sina pusselmålningar. Ett av hans signum är att han alltid har en hajfena i sina teckningar.